# フォーエヴァー・ザ・シッケスト・キッズ
フォーエヴァー・ザ・シッケスト・キッズ (Forever the Sickest Kids) とは、アメリカ合衆国テキサス州ダラス出身のエモバンドである。

## 略歴

### 結成-契約
2006年後半、当時大学生だったマーク・スチュワートとケント・ギャリソンを中心にダラスにて結成。
バンド活動を本格的に始めておよそ半年後のある日、まだ自分達の楽曲を1曲も作成していないにもかかわらず、ジョナサンがアメリカ最大のロックインターネット専門サイト「PureVolume」を閲覧中に、マウスのクリックボタンを間違って押してしまい、300ドル余りを支払って自分達のバンドページを作成してしまう。その為、急遽デモ曲「Hey Brittany」をレコーディングし、アップロードすることになる。すると、みるみる内に話題となり、結果的に凄まじい再生回数を記録。そんな彼らを放っておくはずもなく、瞬く間に8社ものメジャーレーベルから誘いが掛かり、各社争奪戦の末、最終的にはモータウンが契約を勝ち取った。

### メジャーデビュー-『Underdog Alma Mater』
そして2007年7月3日、1stEP「Television Off, Party On」でデビューを飾り、1年後の2008年4月29日に、1stフルアルバム『Underdog Alma Mater』をリリースした。これが全米アルバムチャート初登場45位を記録する。それからまもなくアメリカ大手音楽雑誌、オルタナティヴ・プレスの「22 Best Underground Bands」の第1位に選ばれる。同年8月にはサマーソニックに出演。
2009年3月には来日公演を行っている。また、11月17日にはミニアルバム『The Weekend: Friday』（胸騒ぎのウィークエンド：フライデイ）がリリースされた。

### 2ndアルバム『Forever The Sickest Kids』-メンバーの脱退
それから『The Weekend: Friday』の続編となるミニアルバム『The Weekend: Saturday』（衝撃のウィークエンド:サタデイ）を予定して制作されていたが、メンバー自らフルアルバムへの変更を決意。アルバムタイトルも変更となり、前作から約3年を経て2011年3月1日に、自身の名を冠した2ndフルアルバム『Forever the Sickest Kids』をリリース。全米アルバムチャート初登場33位。
プロデューサーには、David Bendethを起用している。このアルバムリリース直前にキーボード担当のケントがバンドから脱退しているため、この作品が彼が参加する最後のアルバムとなった。
2011年9月22日、ギター担当のマークが脱退することを発表。マークの脱退を受け、バンドはツアーメンバーにリコ・ガルシアを加えた。

### 移籍-現在『J.A.C.K.』
2011年半ばをもってモータウンから離れる事になったバンドだが、4人は止まることなく10月に「Shut the Front Door (Too Young for This)」、12月には初のクリスマス曲「Mistletoe is for Quitters」をリリースなど、精力的に活動を続けた。
2012年に入り、3月には3度目の来日公演を行った。同年9月10日にフィアレス・レコードとの契約を発表。
2013年6月25日に3rdアルバム『J.A.C.K.』をリリース。全米アルバムチャートにて初登場94位を記録。

## 特徴
シンセサイザーやヴォコーダーを使用したキャッチーでノリの良いサウンドで、インターネットサイト「PureVolume」にて人気を獲得。
「ジ・アカデミー・イズ」など、音楽的に同系統のパワー・ポップバンドと比べても、とにかくバカ騒ぎできるほど明るい楽曲が持ち味で、これまでリリースされた楽曲は、ほぼ全てが超ハイテンションなもので占められている。また、ミュージック・ビデオもユニークな物が多いのも特徴。

## メンバー

### 現メンバー
- ジョナサン・クック / Jonathan Cook - （リードボーカル） （2006年-現在）
- オースティン・ベロー / Austin Bello - （ベース、ボーカル） （2006年-現在）
- ケレブ・ターマン / Caleb Turman - （ギター、ボーカル） （2006年-現在）
- カイル・バーンズ / Kyle Burns - （ドラムス） （2006年-現在）

### 旧メンバー
- ケント・ギャリソン / Kent Garrison - （ピアノ/キーボード） （2006年-2011年）

2011年1月に脱退。
- マーク・スチュワート / Marc Stewart - （ギター） （2006年-2011年）

2011年9月に脱退。

### ツアーメンバー
- リコ・ガルシア / Rico Garcia - （ギター） （2011年-現在）

## ディスコグラフィー

### アルバム
| 発売日        | タイトル                 | レーベル             | 全米アルバムチャート最高位 |
| 2008年4月29日 | Underdog Alma Mater      | モータウン           | 45位                       |
| 2011年3月1日  | Forever the Sickest Kids | モータウン           | 33位                       |
| 2013年6月25日 | J.A.C.K.                 | フィアレス・レコード | 94位                       |

### シングル
| 発表   | タイトル                                                          | 収録アルバム             |
| 2008年 | Whoa Oh! (Me vs. Everyone)                                        | Underdog Alma Mater      |
| 2008年 | She's a Lady                                                      | Underdog Alma Mater      |
| 2009年 | What Do You Want from Me                                          | The Weekend: Friday      |
| 2010年 | She Likes (Bittersweet Love)                                      | The Weekend: Friday      |
| 2010年 | Keep On Bringing Me Down                                          | Forever the Sickest Kids |
| 2011年 | Crossroads(I Guess You Can Say Things Are Getting Pretty Serious) | Forever the Sickest Kids |
| 2011年 | Summer Song                                                       | Forever the Sickest Kids |
| 2011年 | Shut the Front Door (Too Young for This)                          | Non-album single         |
| 2011年 | Mistletoe is for Quitters                                         | Non-album single         |
| 2013年 | Chin Up Kid                                                       | J.A.C.K.                 |
| 2013年 | Nice to Meet You                                                  | J.A.C.K.                 |

### EPs
- Television Off, Party On （2007年7月3日）
- The Sickest Warped Tour （2007年7月16日）
- Hot Party Jamz EP （2008年3月22日）
- The Weekend: Friday（胸騒ぎのウィークエンド：フライデイ） （2009年11月17日）

### カバー
- Punk Goes Crunk: Contributed "Men in Black", originally by ウィル・スミス （2008年）
- Underdog Alma Mater: Deluxe Edition: Contributed "Love Story", originally by テイラー・スウィフト （2009年）
- Punk Goes Classic Rock: Contributed "Crazy Train", originally by オジー・オズボーン （2010年）
- Punk Goes Pop 5: Contributed "We Found Love", originally by リアーナ （2012年）

### ゲスト参加
- "Lucky Girl" by The Tattle-Tales（ft. Forever the Sickest Kids） （2006年）
- "Jumping（Out the Window） （The Remix） [Guitar Down Version]" by Ron Browz（ft. Forever the Sickest Kids） （2009年）
- "Um Lance, Não Um Romance" by Cine（ft. Forever the Sickest Kids） （2010年）